# Fylkesordfører
Le fylkesordfører est le chef élu d'un conseil du comté (fylke). Il est élu par les membres du conseil du comté (fylkesting ).
Auparavant, le conseil du comté était composé des maires des municipalités rurales du comté et était dirigé par le gouverneur du comté .
Depuis 1976, le conseil du comté (fylkesting) est élu pour un mandat de quatre ans, par élection directe, lors des élections locales.
Le fylkesordfører préside également la commission principale  (fylkesutvalget). Son adjoint est le varaordfører ou varaordførar .

## Liste desfylkesordførerélus lors des élections de 2019
| Comté                | Fylkesordfører                | Parti                      |
| -------------------- | ----------------------------- | -------------------------- |
| Agder                | Arne Thomassen                | Parti conservateur         |
| Innlandet            | Even Aleksander Hagen         | Parti travailliste         |
| Møre og Romsdal      | Lise Torve                    | Parti travailliste         |
| Nordland             | Kari Anne Bøkestad Andreassen | Parti du centre            |
| Oslo                 | Marianne Borgen               | Parti socialiste de gauche |
| Rogaland             | Marianne Chesak               | Parti travailliste         |
| Troms et Finnmark    | Ivar B. Prestbakmo            | Parti du centre            |
| Trøndelag            | Tore O. Sandvik               | Parti travailliste         |
| Vestfold et Telemark | Terje Riis-Johansen           | Parti du centre            |
| Vestland             | Jon Askeland                  | Parti du centre            |
| Viken                | Roger Ryberg                  | Parti travailliste         |